# Taphozous kapalgensis
Taphozous kapalgensis é uma espécie de morcego da família Emballonuridae. Endêmica da Austrália.